# Alter Friedhof de Gießen

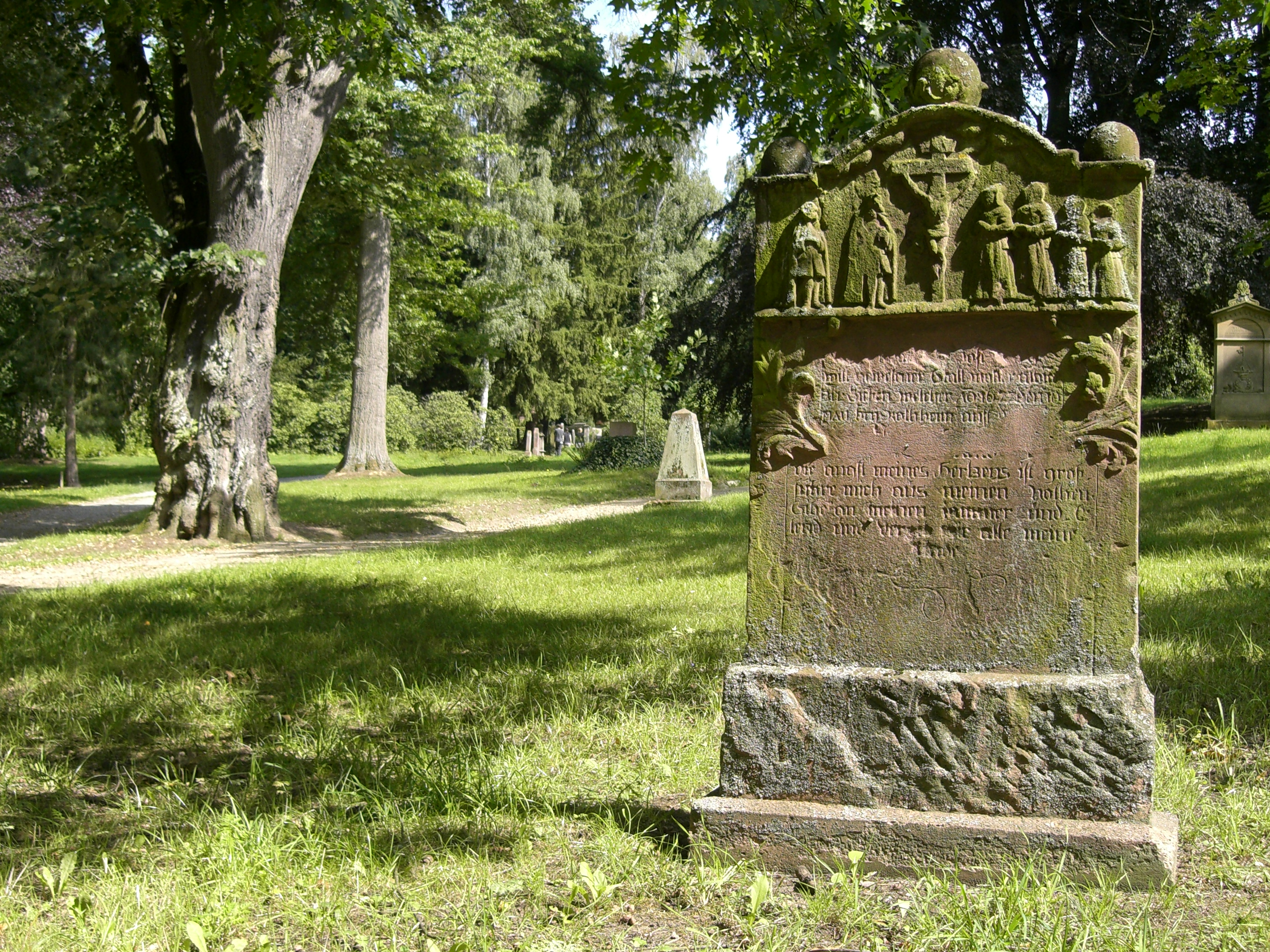
Vista do cemitério que é um parque público, com uma antiga pedra sepulcral perto da capela

O Alter Friedhof (cemitério antigo) em Gießen é o primeiro cemitério estabelecido fora dos muros da cidade em c. 1529 a 1530, que na atualidade é usado mais como parque.

## Localização
A área do cemitério estende-se a leste do atual centro da cidade ocupando 8,3 hectares no Nahrungsberg ao longo da Licher Straße.

## História

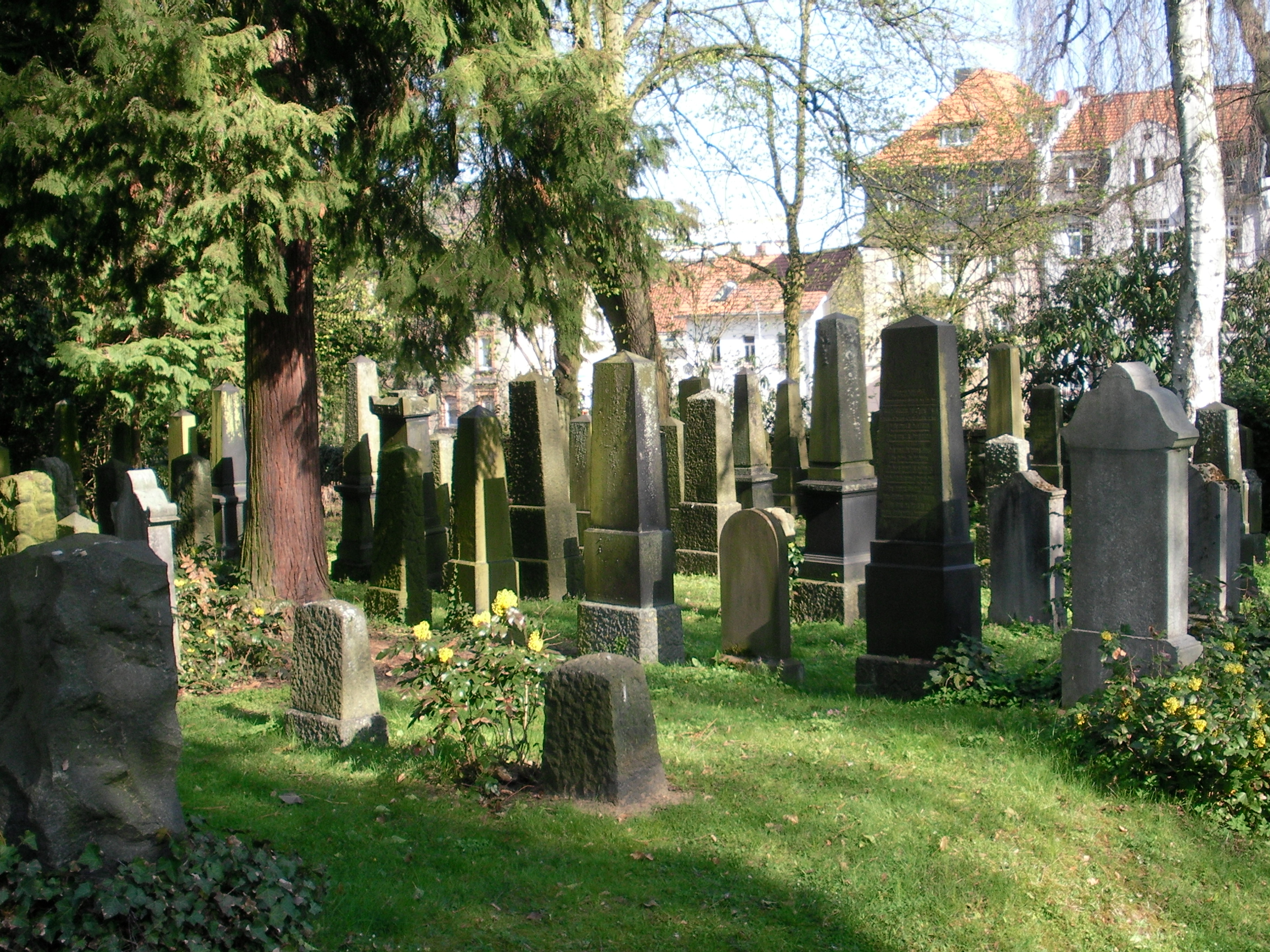
Gießen, Alter Friedhof, campo judaico

Durante séculos os mortos da cidade foram sepultados em um local perto da Stadtkirche, da qual resta apenas a torre após destruição na Segunda Guerra Mundial. No decorrer da expansão e construção dos muros de defesa da cidade pelo Landgrave Filipe I de Hesse este cemitério foi abandonado e movido para o Nahrungsberg. Provavelmente neste local já haviam sido sepultados mortos de epidemias em massa.
Em 1635 foram registrados cerca de 1.200 mortos pela peste, sendo adicionados mais 200 habitantes (incluindo refugiados e soldados) que fugiram para Gießen e lá foram infectados com a peste.
O Landgrave Filipe I de Hesse construiu de 1530 a 1533 uma fortaleza com muros e fosso em torno da cidade. O atual anel viário, com os trechos norte, leste, sul e oeste, indicam o percurso e a dimensão destas paredes. A vila Seltzer ao sul de  Gießen desapareceu juntamente com sua igreja e seu cemitério, a fim de garantir um campo livre de tiro.
O novo cemitério em Nahrungsberg inicialmente chamado de "Acre de Deus" passou a ser denominado neuer Stadtfriedhof (novo cemitério da cidade). A extensão original das terras do cemitério pode ser mais ou menos vista nas paredes de basalto, que são parcialmente preservadas até hoje. Por conseguinte, o cemitério tinha um tamanho de cerca de 105 × 60 metros. Os velhos muros foram substituídos no início do século XIX (ca. 1807) por muros de arenito da região de Marburgo.
Até ao final do século XIX o cemitério foi expandido em várias etapas. 1826 a comunidade judaica adquiriu uma área adjacente ao cemitério ao longo da Licher Straße, que estava um pouco mais abaixo. O local do lixo formava uma fronteira natural com a parte cristã. Anteriormente os judeus enterravam seus mortos em Großen-Linden. Após a divisão da comunidade judaica, a comunidade judaica ortodoxa recebeu em 1888 uma pequena área para sepultamento próximo à saída para a rua Lutherberg.
Como a capacidade desde cemitério estava esgotada neste cemitério (estima-se cerca de 28.000 sepultados), em 1903 foi inaugurado o novo cemitério em Rodtberg. Desde então o cemitério em Nahrungsberg é denominado "Alter Friedhof" e é um parque público. Enterros via de regra não são mais feitos desde 1993; uma exceção são famílias de falecidos que já têm um túmulo da família no Alter Friedhof e renovaram continuamente o direito de uso.

## Capela do cemitério

### História

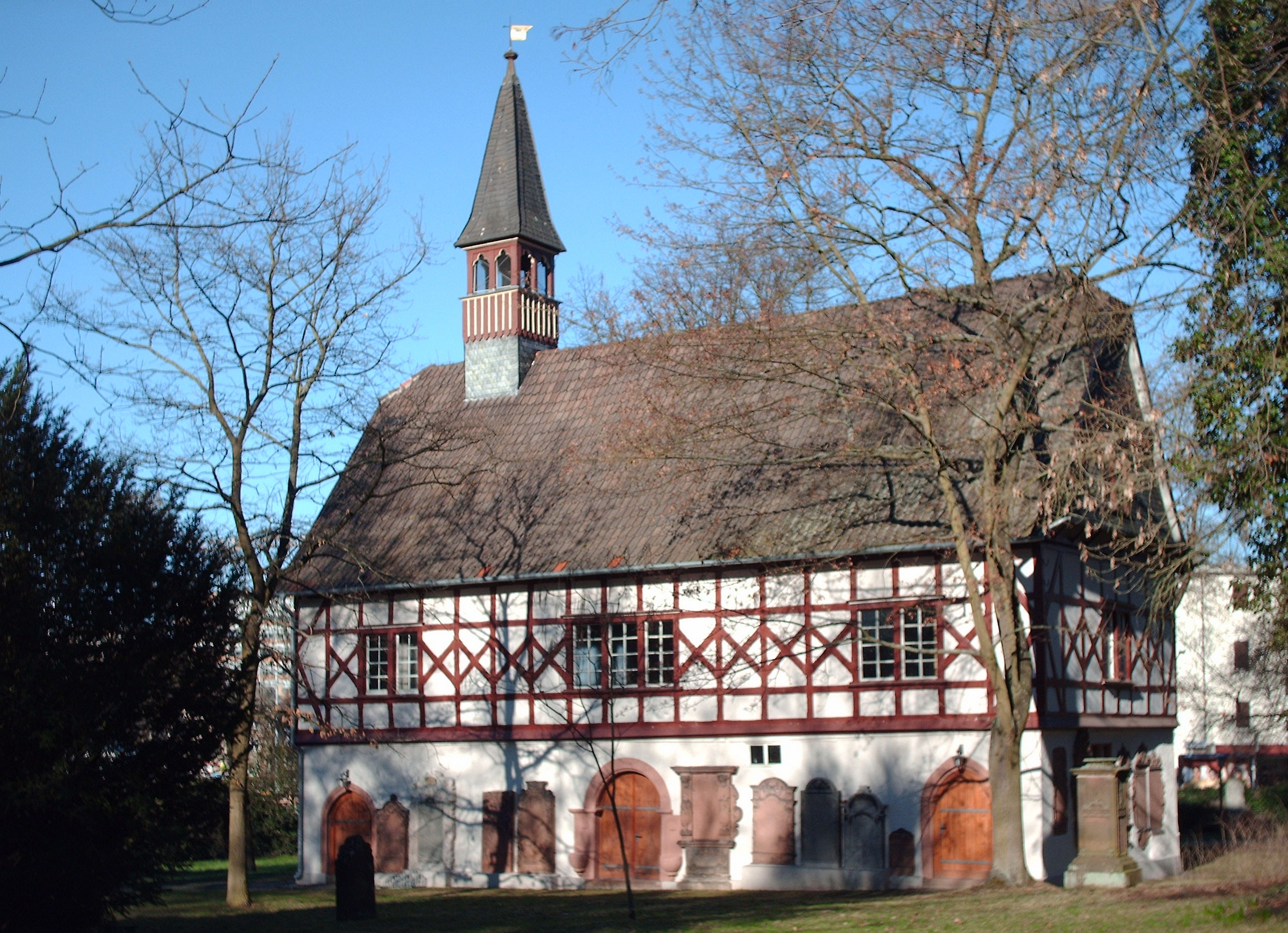
Capela com pedras sepulcrais, vista do sul

A capela do "Alter Friedhof" foi construída de 1623 a 1625, sob a direção do então arquiteto da cidade de Giessen, Johannes Ebel zum Hirsch, a primeira casa de pedra construída no Nahrungsberg. Uma escritura que se encontra no Oberhessisches Museum confirma isto: "Im Jar nach unseres lieben Herrn und Seligmachers Jesu Christi geburt 1623 auf Johannis Baptistae, ist diese Kapelle von Johannes Ebelln zum hirsch, der stat Giessen verordneten bawherrn, Gott zu ehren aufgericht worden fangen, und im Jar Christi 1625 vollendet und ufertiget worden." É uma construção de dois andares com o segundo andar em estilo enxaimel rigorosamente simétrico e um telhado de duas águas.
Sobre o estado de conservação da capela antes de 1830 não há nenhuma comprovação, em uma litografia de 1830 também não dá para ver muito, porque a construção só é mostrada na parte de trás. Esta representação é imprecisa.
Durante as Guerras Napoleônicas a capela foi usada como um arsenal da artilharia francesa e sofreram com danos de guerra. Como não  foram feitos reparos, em 1840 o prédio desabou. A reconstrução foi contratada com Hugo von Ritgen (1811-1889), que já havia restaurado o Castelo de Wartburg e foi professor de arquitetura na Universidade de Gießen. Supõe-se que von Ritgen reconstruiu o enxaimel e o telhado, e que tenha projetou e construído a torre do sino em 1862. O sino é também deste ano e foi fundido por Georg Otto de Gießen.
O portão de entrada arqueado no muro leste do cemitério (a atual rua Nahrungsberg) provavelmente foi fechado em 1717, pelo menos esta é a data registrada na nova entrada principal da capela que passou para o muro norte. Também a entrada principal do cemitério está localizada desde então na Licher Straße.
Desde 1927 a comunidade evangélica luterana celebra seus cultos na capela. Após a aquisição do controle da capela o altar e o púlpito foram mudados do lado leste para o oeste. Os bancos históricos que originaram em parte do período em torno de 1800, foram substituídos pela primeira vez em 1964 por bancos modernos, e na renovação de 2005/06 receberam assentos confortaveis.

### Interior
No interior da capela há inúmeras tumbas, incluindo três epitáfios renascentistas dos escultores de Marburgo Philip e Adam Franck. Destacam-se os epitáfios para os teólogos Johannes Winckelmann (1551-1626), Justus Feuerborn (1587-1656) e Peter Haberkorn (1604-1676). Winckelmann foi em 1607 o reitor fundador da Universidade de Gießen. Feuerborn assumiu esta mesma posição reabertura da universidade após a Paz de Vestefália em 1650.
Além disso estão localizados na capela um crucifixo datado de 1630 e uma galeria periférica.
O órgão foi construído em 1965 pela empresa de Lich Förster & Nicolaus Orgelbau e adquirido pela comunidade luterana em 1975, comprado usado de Saarlouis, onde foi órgão doméstico usado pelo Prof. Rühl.

## Botânica e mundo animal
No Alter Friedhof podem ser encontradas plantas nativas e não-nativas. Plantas do prado silvestres crescem aqui, bem como plantas que crescem grudadas ao muro e ervas selvagens, que fazem uso das lacunas no muro do cemitério como um local de fixação.
As aves do Alter Friedhof foram regularmente registradas nos últimos anos. O espectro mostra os tipos típicos de jardins e parques, bem como espécies florestais. Com cerca de 20 casais com ninhos é por exemplo o pombo-torcaz a ave mais comum, o pica-pau-verde é representado por um ninho e o pica-pau-malhado-grande com dois. Entre os pássaros canoros são registrados pega-rabuda e gaio-comum, 4 espécies de paridae, felosa-comum, toutinegra, estrelinha-de-cabeça-listada, trepadeira-comum, diversos turdidae e fringillidae.

## Sepulturas

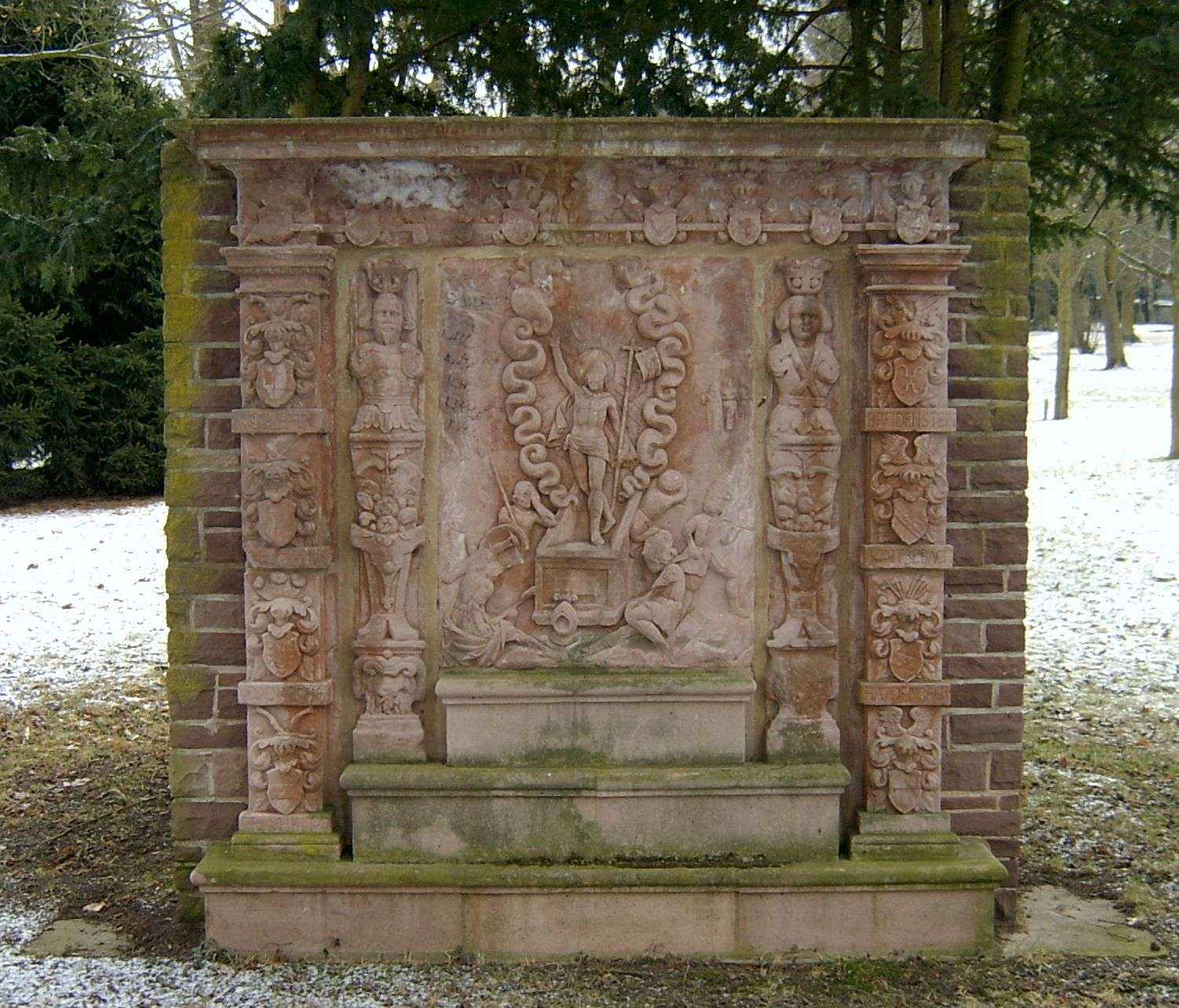
Túmulo da família von Schwalbach

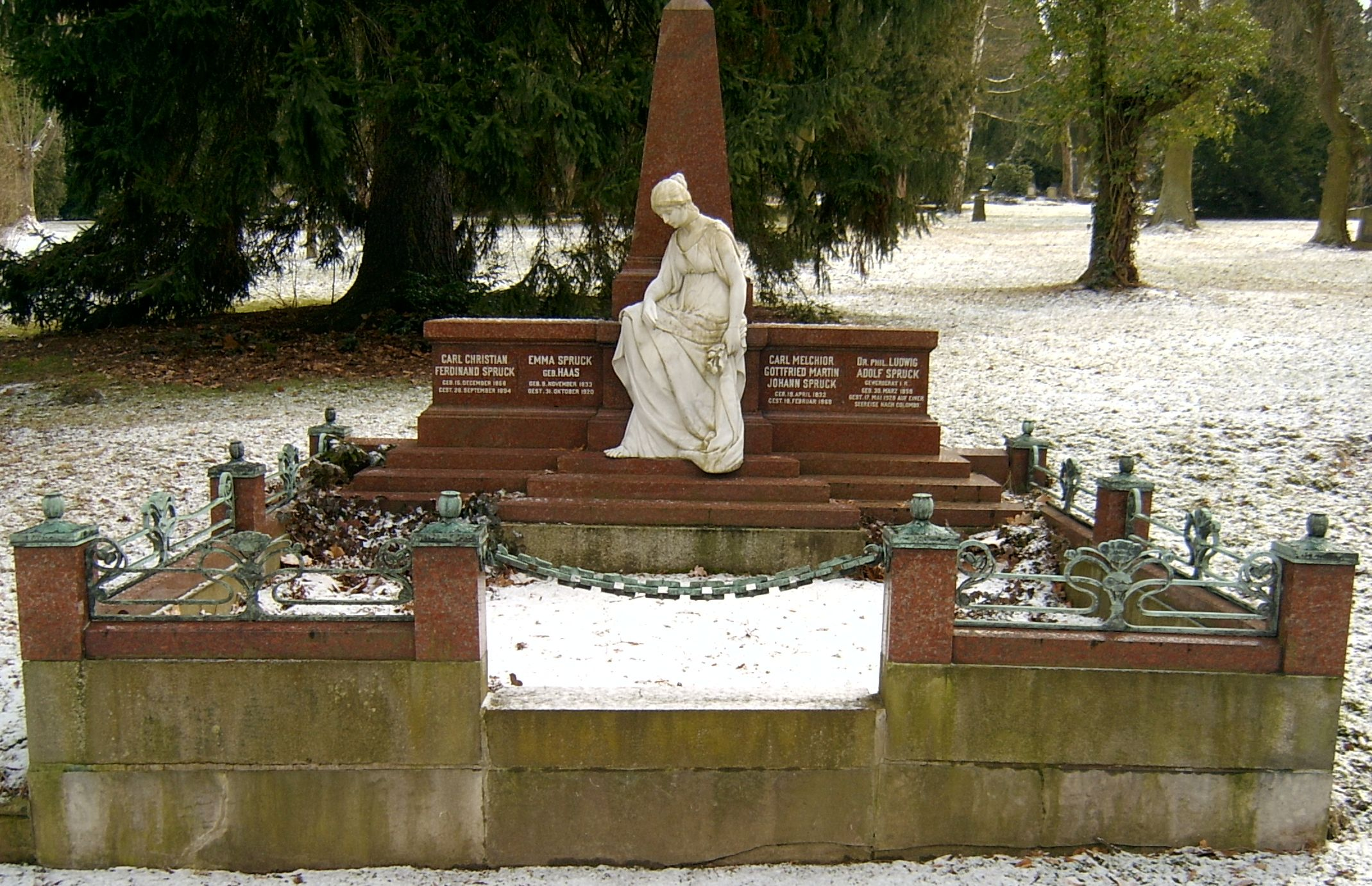
Túmulo da família Spruck

No Alter Friedhof estão sepultadas muitas personalidades que estão em conexão com o desenvolvimento da cidade e da Universidade de Gießen. O mais conhecido é o laureado com o Nobel de Física Wilhelm Conrad Röntgen (1845-1923), que teve o seu primeiro cargo de professor catedrático de Física na Universidade de Gießen. As primeiros sepulturas de alunos mostram que jovens de cidades distantes (como Hamburgo e Lübeck) vieram estudar em Gießen.
Pedras sepulcrais estão completamente presas à parede do exterior da capela e do interior do muro do cemitério (na parte mais antiga). É desconhecido quais delas estão realmente no local das sepulturas originais e quais para sua guarda foram lá colocadas.
Na visão geral a seguir são apresentados alguns mortos em diversos séculos e sepulturas individuais são descritas em mais detalhes.

### Século XVI
A mais antiga pedra sepulcral data de 1551 e está localizada no Oberhessisches Museum. Trata-se de uma cruz plana (Scheibenkreuz), lembrando de um tal Jost Becker. Também resguardado no museu está a pedra sepulcral da família von Schwalbach, uma família de Burgmannen de Gießen, que viveu do século XIV até 1771 na Burgmannenhaus (atual Wallenfels’sches Haus). No centro da lápide está um relevo que mostra a ressurreição de Cristo. O relevo está enquadrado pelo brasão de armas da família. Uma cópia está no Alter Friedhof.